# Foro Español de la Familia
El Foro Español de la Familia (FEF), o simplemente Foro de la Familia, es una asociación civil española que defiende a la "familia tradicional", y que se opone al aborto y la eutanasia, en posturas muy próximas a las de otras organizaciones provida como el ciberlobby Hazte Oír, que formó parte del propio foro hasta 2009, a la Iglesia católica, la cual ha apoyado activamente las manifestaciones que ha convocado. Dice representar a más de 4 millones de familias a través de las 5000 federaciones[cita requerida] y asociaciones que engloba. Está presidido por Mariano Calabuig.

## Ideología
El Foro Español de la Familia considera a la familia como un hecho biológico, histórico y muy anterior al concepto religioso o político. El Foro Español de la Familia es cercano al Partido Popular y la Conferencia Episcopal Española han apoyado sus manifestaciones y políticos de dicho partido y altos prelados de la Conferencia Episcopal han encabezado sus manifestaciones. Está considerado como parte del movimiento católico social conservador, al igual que la mayoría de las organizaciones que lo conforman.
Aplicado a la acción social, tratan de conseguir entre otras cosas:
- Defensa del matrimonio tradicional.
- Impedir a las parejas homosexuales el derecho a contraer matrimonio, así como la adopción.
- Oposición al divorcio
- Apoyo a la educación religiosa en colegios públicos
- Mayor financiamiento público a colegios concertados católicos

Las acciones que persigue el Foro Español de la Familia como objetivo son la derogación de la ley que amplía la definición civil de matrimonio a las uniones entre personas del mismo sexo aprobada por el Parlamento español, así como una regulación sobre la adopción homoparental impidiendo así que los matrimonios entre personas del mismo sexo puedan optar a adoptar hijos. Además, exigen un ordenamiento jurídico que garantice el respeto a la vida humana en su integridad desde la concepción hasta la muerte natural, lo que se traduce como la oposición al aborto y a la eutanasia. La asociación vincula este hecho al matrimonio entre hombre y mujer y a la familia así definida. 
El Foro Español de la Familia apoyó la manifestación convocada por el Forum delle Associazioni Familiari italiano, con apoyo de la Iglesia católica italiana, el 12 de mayo de 2007 en Roma en contra del proyecto del gobierno italiano para ampliar los derechos de las uniones de personas no casadas (Diritti e doveri delle persone stabilmente conviventi), del que podrían beneficiarse las parejas de personas del mismo sexo (pero no que no incluye la equiparación de dichas parejas con los matrimonios). Tales medidas son calificadas por el Foro como ataques a la familia y al derecho a la vida.

## Historia
Se constituyó el 23 de julio de 1999 en Santiago de Compostela. Inicialmente fue presidido por el magistrado y exvicepresidente del Tribunal Constitucional José Gabaldón López. Su segundo presidente fue Benigno Blanco, secretario de Estado durante parte de la etapa de José María Aznar como presidente del Gobierno. Desde 2015, su presidente es Mariano Calabuig.
El Foro Español de la Familia era una organización prácticamente desconocida hasta que salió a la luz pública mediante la organización de manifestaciones en contra de medidas del gobierno socialista de José Luis Rodríguez Zapatero.
El 18 de junio de 2005 tuvo lugar en Madrid una manifestación convocada por el Foro Español de la Familia contra del matrimonio entre personas del mismo sexo con el lema "La familia sí importa". encabezada por dirigentes del Foro y del Partido Popular además de 20 obispos. Las cifras de asistencia fueron objeto de las habituales guerras de cifras. La Delegación del Gobierno (dependiente del Gobierno de la nación, en manos del PSOE)[cita requerida] dio unas cifras de 166.000 personas, proporcionando datos sobre el método de cálculo. Según la Comunidad de Madrid, en manos del Partido Popular, acudieron 700.000 personas (sin proporcionar datos sobre el método de cálculo). 
Otra manifestación que apoyó fue la convocada por la Confederación Católica de Padres de Alumnos (CONCAPA), miembro del Foro, contra la Ley Orgánica de Educación el 12 de noviembre de 2005, encabezada por los líderes de CONCAPA y de las otras entidades convocantes. En la segunda pancarta desfilaron líderes del Partido Popular y seis obispos. La manifestación contó también con el apoyo de asociaciones estudiantiles como Coalición de Estudiantes (CES). La asistencia a la manifestación fue objeto de idéntica guerra de cifra.

## Presidentes
- José Gabaldón López (1999-2003, 2003-2007)
- Benigno Blanco (2007-2011, 2011-2015)
- Mariano Calabuig (2015-presente)

## Miembros
- Asociación Católica de Propagandistas (ACdP)
- Plataforma Cívica por la Defensa y la Promoción de la Familia(PCdpF)
- Institución Familiar
- Asociación de Telespectadores y Radioyentes (ATR)
- SOS Familia
- Asociación Española de Profesores de Planificación Familiar Natural (RENAFER)
- Asociación para la Renovación y Cultural y Pedagógica (ARCYP)
- Asociación Universitaria NASCITURUS
- Aula Familiar
- Confederación Católica de Padres de Alumnos (CONCAPA)
- Proyecto Mujer, Familia y Trabajo
- Cooperación Social
- Desarrollo Integral de la Familia
- Instituto de Política Familiar (IPF)
- Federació d'Associacions de Pares d'Escoles Lliures (FAPEL)
- Federación de APAS de los Colegios de Fomento (FAPACE)
- Federación de Asociaciones de Antiguos Alumnos de los Colegios de Fomento (Fomento de Centros de Enseñanza es el nombre de una empresa educativa vinculada al Opus Dei en España que gestiona 35 colegios).
- Federación de Escuelas Familiares Agrarias de Andalucía (Escuelas Familiares Agrarias).
- Federación Española de Asociaciones Pro-Vida (FEAPV)
- Federación Española de Familias Numerosas (FEFN)
- Federación Ibérica de Asociaciones de Telespectadores y Radioyentes (FIATYR)
- Foro Andaluz de la Familia
- Fundación Hogar y Familia
- Fundación Vida
- Grup d'Entitats Catalanas de la Familia (GEC)
- Hogares de Santa Maria
- Institución Familiar
- Instituto de Estudios Familiares (IDEFA)
- Instituto de Iniciativas de Orientación Familiar (IIOF)
- Instituto de Política Familiar (IPF)
- Plataforma PRO-Familia (PROFAM)
- Plataforma Familiar de la Comunidad Valenciana
- Profesionales por la Ética (PPE)
- Evangelium Vitae
- Unidos por la Vida
- Unión Familiar Española (UFE)

## Críticas
Ha sido duramente criticada por diversos sectores del ámbito mediático español por manifestar públicamente su disconformidad tanto con el matrimonio homosexual como con la política de interrupción voluntaria del embarazo del gobierno Zapatero. Lola Galán, autora de un artículo sobre los mismos para el diario El País lo considera un grupo de presión y afirma que "constituyen un núcleo duro conservador capaz de arrastrar a sectores más indecisos a sus filas y, sobre todo, capaz de radicalizar la línea del PP". Los titulares del artículo citado ("un grupo de presión que recuerda a los que apoyan a Bush" o "los católicos se organizan al estilo americano") son bastante ilustrativos, aunque la propia autora señala en su artículo que existen algunas diferencias respecto a grupos estadounidenses como la Christian Coalition de Pat Robertson.
El sociólogo Ignacio Sotelo sostiene que no son comparables, pues la realidad de ambos países es muy diferente.